# Celithemis ornata
Celithemis ornata är en trollsländeart som först beskrevs av Jules Pièrre Rambur 1842.  Celithemis ornata ingår i släktet Celithemis och familjen segeltrollsländor. Inga underarter finns listade i Catalogue of Life.

## Bildgalleri

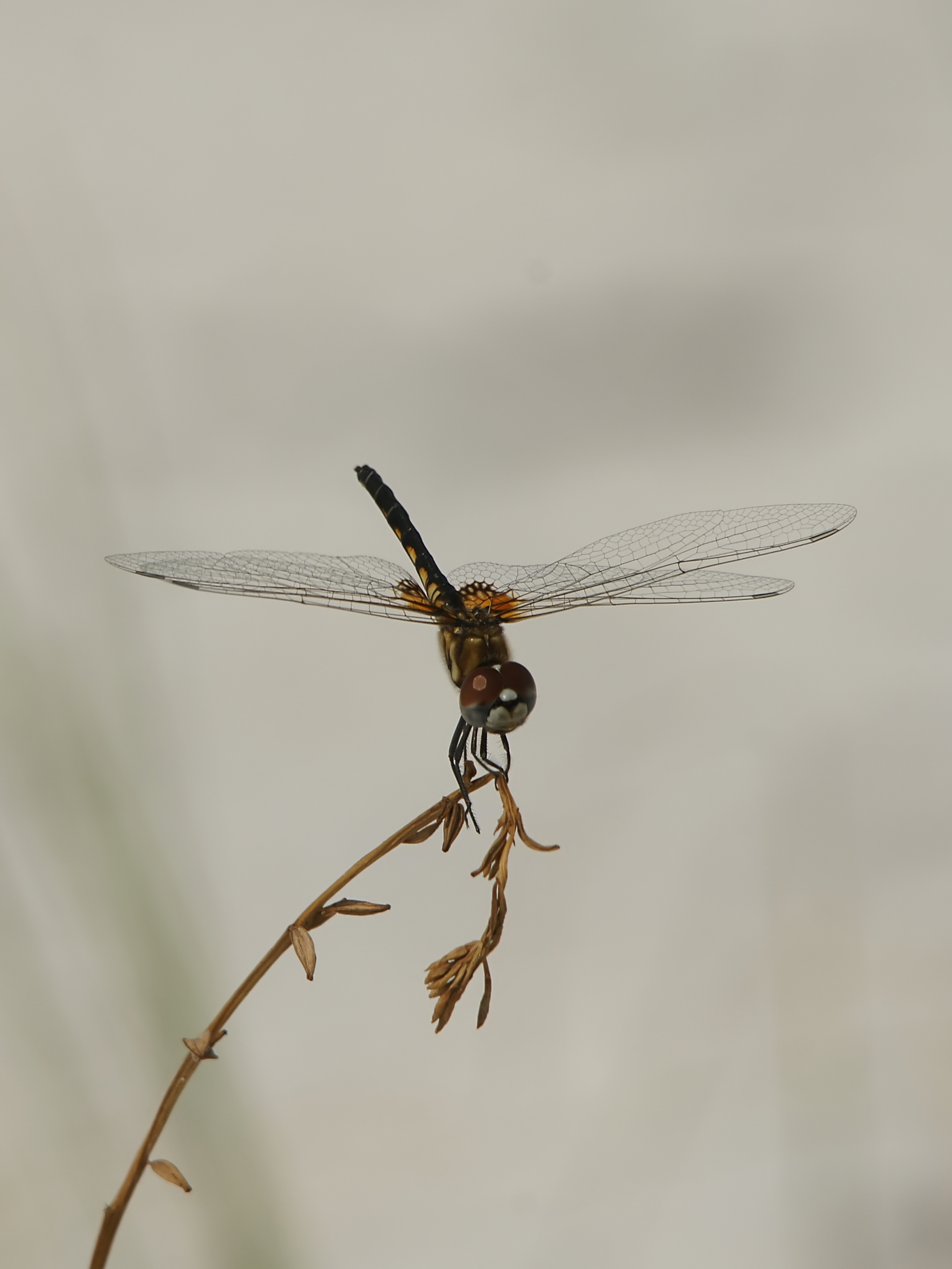
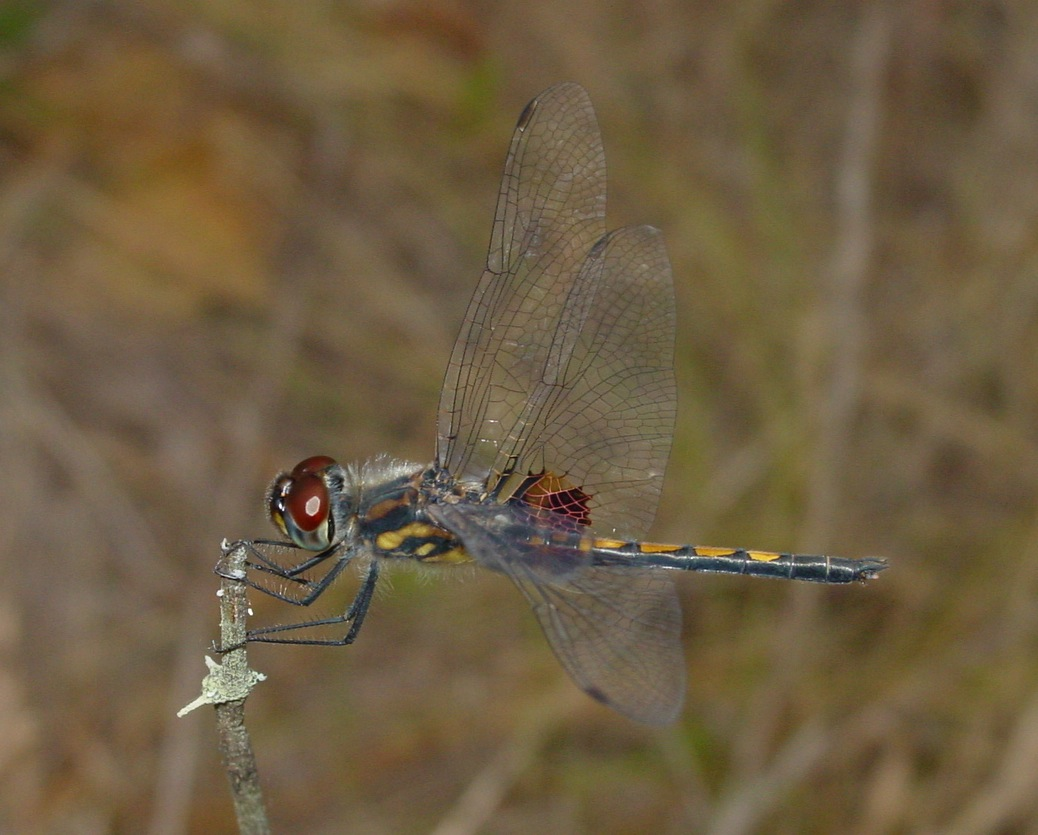